# Bellavista de San Pablo
Bellavista de San Pablo es un caserío peruano ubicado en el distrito de Pacaipampa, perteneciente a la provincia de Ayabaca del departamento de Piura, al norte del Perú.

## Ubicación
Bellavista de San Pablo se ubica al sureste de la provincia de Ayabaca, en el distrito de Pacaipampa, en el departamento de Piura.

## Demografía
En 2017 Bellavista de San Pablo tenía una población de 113 habitantes.